# 秋山陽
秋山 陽（あきやま あたる、1991年10月9日 - ）

## 略歴
2009年　アメリカ・シルバラード公立高校交換留学生(1年間)。2011年　千葉県立千城台高等学校卒業。2013年　ワタナベエンターテイメントカレッジ卒業。
2019年4月　千葉市議会議員選挙（若葉区選出）。27歳で初当選4,321票。
2019年度　保健消防委員会。2020年度　総務委員会　環境審議会委員。2021年度　都市建設委員会　都市計画審議会委員　広報委員会委員。

## その他
- 千葉県立千城台高校の最終学年では応援団長を務める
- 舞台・朗読劇で松方弘樹氏や若林豪氏と共演
- 千葉県テニス選手権ダブルス優勝
- 千葉市テニス選手権シングルス優勝
- NPO法人テニスコミュニティ千葉　理事